# Çengelkayı, Amasya
Çengelkayı là một xã thuộc thành phố Amasya, tỉnh Amasya, Thổ Nhĩ Kỳ. Dân số thời điểm năm 2010 là 224 người.